# کولگیوم (روم باستان)
کولگیوم (collegium، جمع کولگیا collegia) هر نهاد یا انجمنی در روم باستان بود که با مجوز دولت به عنوان یک نهاد حقوقی عمل می‌کرد. پس از تصویب لگس یولیای در دوران سلطنت ژولیوس سزار به عنوان کنسول روم و دیکتاتور (روم) جمهوری روم (۴۹–۴۴ پیش از میلاد)، و تأیید مجدد آنها در طول سلطنت سزار آگوستوس به عنوان ارشد سنا و امپراتور ارتش روم (۲۷ قبل از میلاد تا ۱۴ پس از میلاد)، کولگیا نیاز به تأیید سنای روم یا امپراتور روم به منظور مجاز شدن به عنوان نهادهای منشور (قانون) داشتند.

## کولگیوم مذهبی
«کولگیوم» مذهبی توسط کاهنانی تشکیل می‌شد، که مورد تأیید دولت روم بودند، و تعدادی از عملکردهای مذهبی را در روم ارائه می‌داد. اینها شامل نظارت بر آیین قربانیها، انجام عید، حفظ متون مقدس، ترتیب دادن جشن‌های رومی و حفظ فرقه امپراتوری روم بود. این نوع «کولگیا» در کنار کارکردهای مذهبی، کارکردهای تشییع جنازه و اجتماعی نیز داشتند. ارائه یک راه حل برای مشارکت و همچنین خدمات تدفین تضمینی برای اعضای خود.
«چهار کولگیوم مذهبی بزرگ» از کاهنان رومی به ترتیب اهمیت وجود داشت:
- کولگیوم پونتیفکس، با ریاست پونتیفکس ماکسیموس (کاهن اعظم)
- آگور
- کمیته پانزده نفره امور مقدس
- اپولون‌ها

کولگیای مذهبی دیگری نیز وجود داشت، از جمله:
- فتیال
- Salii
- Titii
- برادران آروال
- Luperci
- Sodales Augustales